# Thaumaturg
Een thaumaturg is iemand die suggereert wonderen te kunnen laten plaatsvinden of de natuurwetten te kunnen manipuleren.

## Bekende thaumaturgen
- Apollonius van Tyana
- Franciscus van Assisi
- Meester Philippe
- Sathya Sai Baba